# Andrena macroptera
Andrena macroptera là một loài Hymenoptera trong họ Andrenidae. Loài này được Warncke mô tả khoa học năm 1974.